# Sylvester Filleböck
Sylvester Filleböck (ur. 16 czerwca 1896, zm. ?) – zbrodniarz hitlerowski, członek załogi obozu koncentracyjnego Dachau i SS-Untersturmführer.
W latach 1933–1945 pełnił służbę w administracji obozu w Dachau. Początkowo do 1941 roku kierował magazynem żywności dla więźniów, następnie był szefem kuchni obozowych. W 1944 roku Filleböck brał aktywny udział w egzekucji 90 jeńców radzieckich. Oprócz tego artykuły żywnościowe lepszej jakości przeznaczone dla więźniów przekazywał do kuchni dla esesmanów. Rabował również paczki żywnościowe przesyłane więźniom przez rodziny.
Skazany w procesie załogi Dachau przez amerykański Trybunał Wojskowy na karę śmierci przez powieszenie. Wyrok zamieniono w akcie łaski na 10 lat pozbawienia wolności.